# هیتالاهتی، هلسینکی

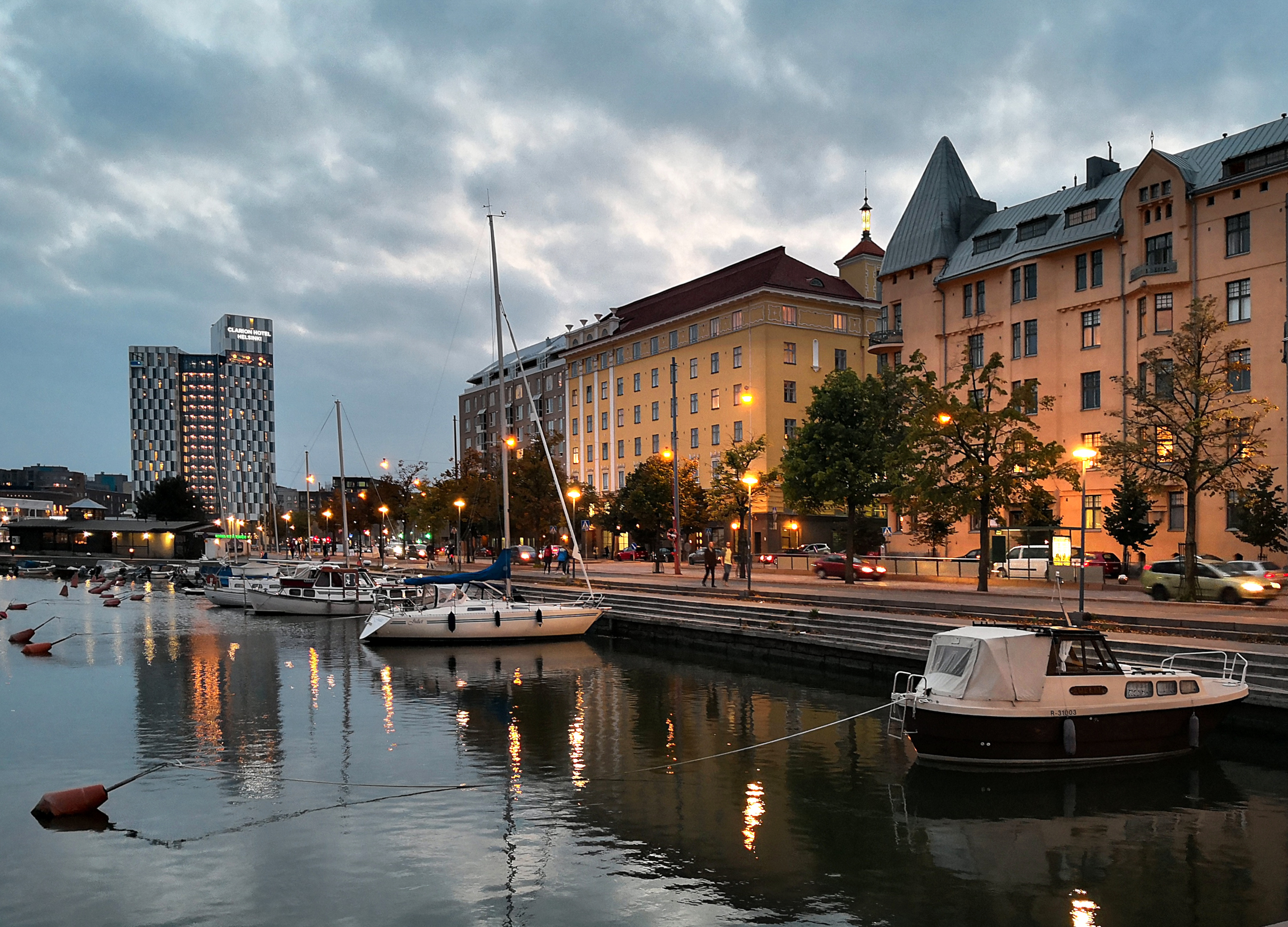
یک غروب تابستانی در هیئتالاهتی

هیتئِالاهتی (انگلیسی: Hietalahti)، (سوئدی: Sandviken) جنوبی‌ترین بخش محله کامپی در شهر هلسینکی مرکز فنلاند است.
از ویژگی‌های قابل توجه این محله وجود کارخانه کشتی‌سازی هیئتالاهتی است.
از مهمترین جاذبه‌های گردشگری هیئتالاهتی، وجود محبوب‌ترین بازار اجناس دست دوم موسوم به میدان هیئتالاهدن‌تری و بازار مواد غذایی آن، چند هتل مجلل و چند رستوران با منوی غذاهای دریایی قابل اشاره است.
مرکز کتاب مقدس بین‌المللی هلسینکی و انجمن بین‌المللی آگاهی کریشنا نیز در این منطقه واقع شده‌اند.
مجسمه موسوم به Olo n:o 22 نیز در میان آب‌های کناری بندر قابل مشاهده است.

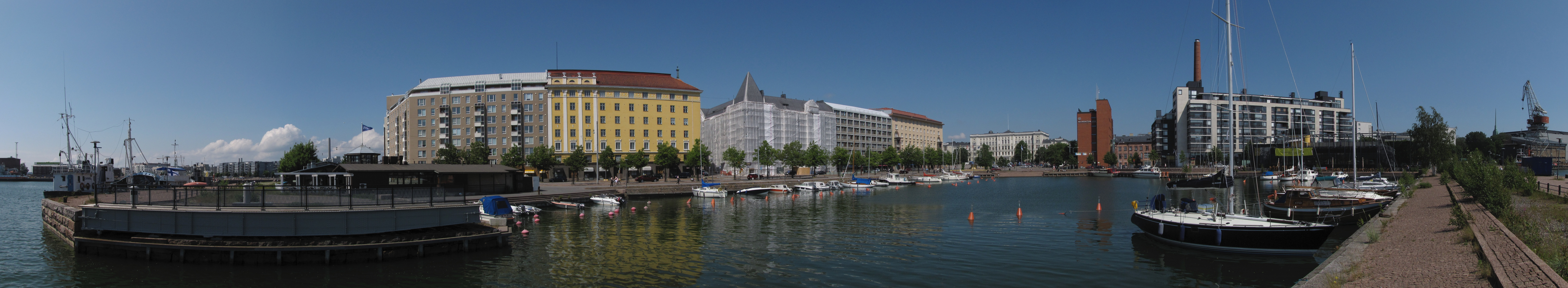
سراسرنما از هیئتالاهتی